# Echeveria agavoides
Echeveria agavoides (Lem., 1863) è una pianta succulenta appartenente alla famiglia delle Crassulaceae, endemica in Messico.

## Etimologia
Il nome del genere è un omaggio al pittore e botanico messicano Atanasio Echeverría; l'epiteto specifico agavoides vuol dire: 'somigliante ad un'agave', per la sua peculiare forma ricordante quella di un'agave.

## Descrizione
E. agavoides è una pianta di piccole dimensioni che, in età adulta, può raggiungere gli 8–12 cm in altezza e 7–15 cm in larghezza mentre lo stelo può arrivare a 50 cm.

### Foglie

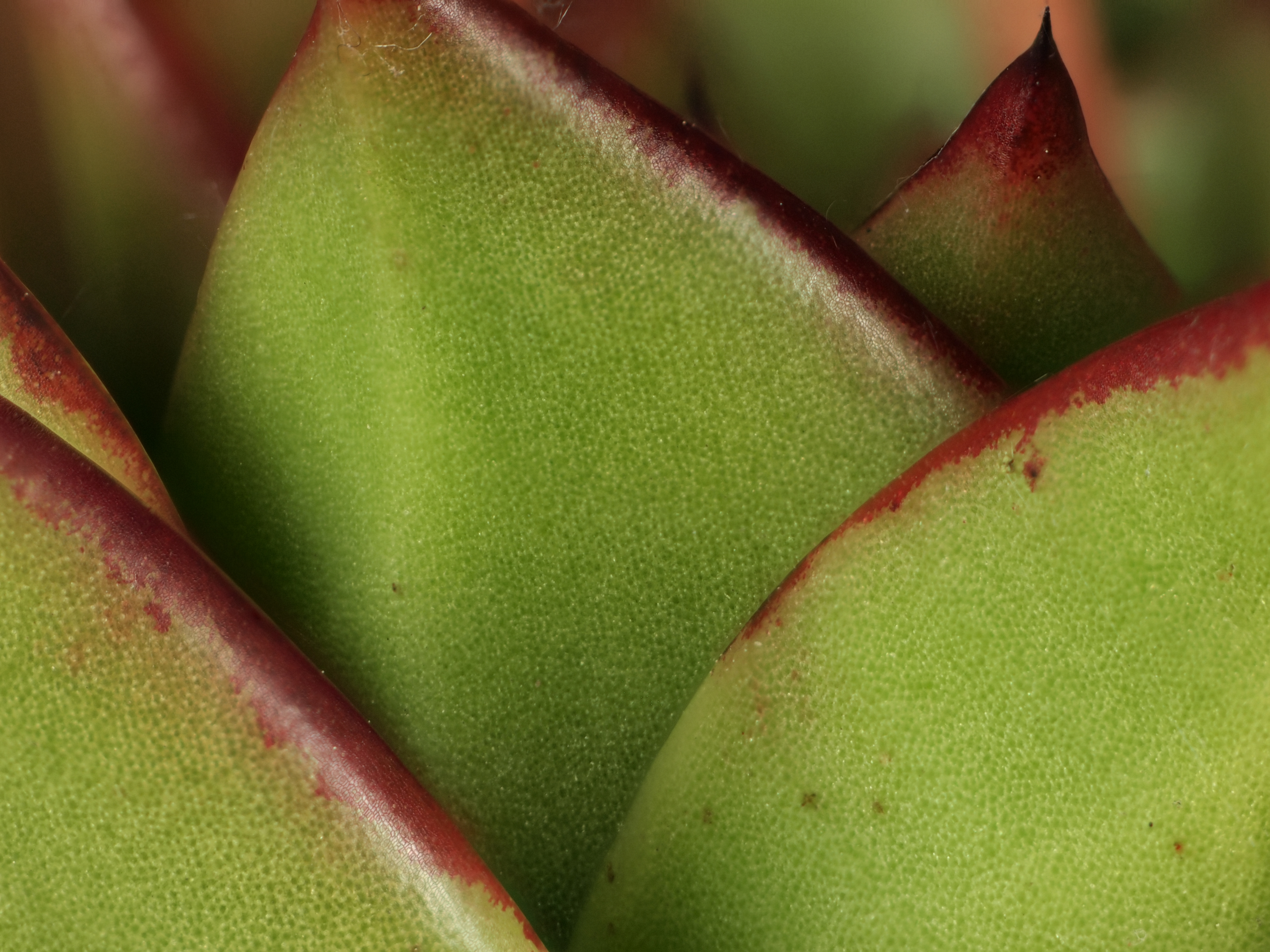
Particolare delle foglie

Le foglie sono più spesse (6 mm) e triangolari di quelle delle altre piante del suo genere, da questo il suo nome; hanno una colorazione verde con le punte rosse.

### Fiore

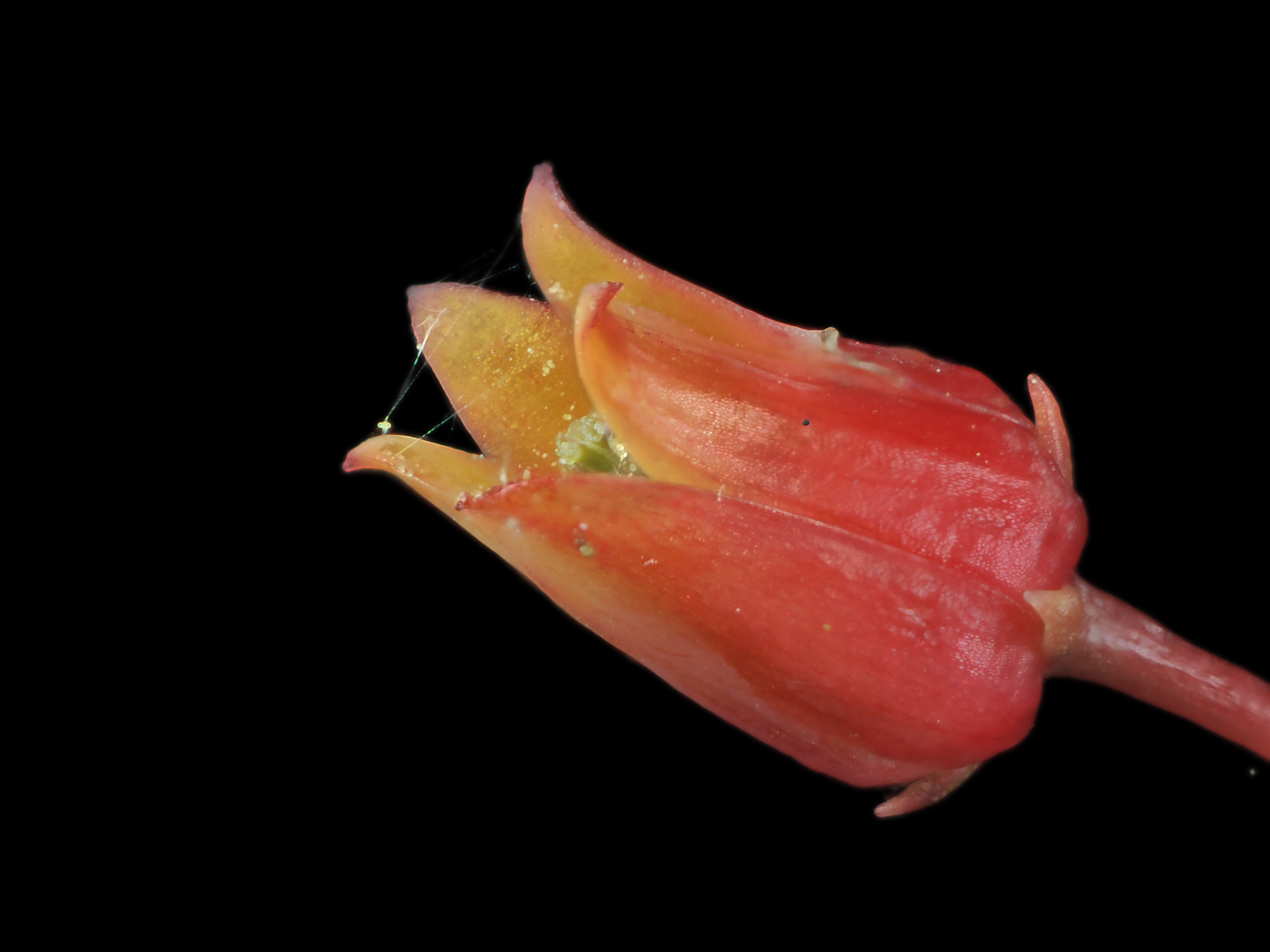
Fiore di E. agavoides

I fiori sono lunghi e stretti; hanno una colorazione rossa con bordature gialle.

## Tassonomia
La classificazione tradizionale assegna le Crassulacee, tra cui E. agavoides, all’ordine Rosales; la Classificazione APG III le colloca in Saxifragales.

### Varietà
- Echeveria agavoides var. corderoyl
- Echeveria agavoides var. multifida
- Echeveria agavoides var. prolifera

## Usi e coltivazione
E. agavoides, come le altre specie del genere Echeveria,  è utilizzata come pianta ornamentale.